# Скаты
Ска́ты (лат. Batomorphi) — один из двух надотрядов пластиножаберных хрящевых рыб, содержащий четыре отряда и пятнадцать семейств. 
Для скатов характерно сильно уплощённое тело и большие грудные плавники, сросшиеся с головой. Пасть, ноздри и пять пар жабр находятся на плоской и, как правило, светлой нижней стороне. Хвост — бичеобразной формы. 
Большинство скатов живёт в морской воде, однако существует и несколько пресноводных видов (моторо и другие). Верхняя сторона у скатов приспособлена по расцветке к тому или иному жизненному пространству и может варьировать от светло-песочной до чёрной. На верхней стороне расположены глаза и отверстия, в которые проникает вода для дыхания — брызгальца (первая пара жаберных щелей).

## Ареал
Скаты обитают во всех морях и океанах и живут как в холодных водах Арктики и Антарктики, так и в тропиках, диапазон температур среды обитания у них колеблется от 1,5 до 30 °С. Эти рыбы встречаются как на мелководье, так и на глубине до 2700 м. Большинство видов скатов ведёт придонный образ жизни и питается моллюсками, раками и иглокожими. Пелагические виды питаются планктоном и мелкой рыбой.
Размеры скатов колеблются от нескольких сантиметров до 6—7 м в длину. Одним из наиболее известных видов скатов является манта (Manta birostris). Больших размеров достигают скаты из семейства орляковых, чей размах плавников может достигать 2,5 метра, а длина — до пяти метров; а также скаты из семейства хвостоколовых, достигающие 2,1 метра в ширину и до 5,5 метров в длину. Сравнительно крупный скат-хвостокол морской кот встречается в Чёрном и Азовском морях.
Особым «оружием» наделён отряд электрических скатов, чьи представители с помощью специального органа из преобразованных мышц могут парализовать добычу электрическими разрядами.

## Анатомия и физиология

### Чешуя
У многих видов скатов чешуя редуцирована. Остальные, подобно акулам, имеют плакоидную чешую — самый древний вид чешуи. Чешуйки представляют собой ромбические пластинки, которые заканчиваются шипом, выступающим из кожи наружу. По строению и прочности чешуя близка к зубам, что даёт повод называть её кожными зубчиками. Зубчики эти имеют широкое основание, приплюснутую форму и очень рельефно очерченную коронку. Шип плакоидной чешуи отличается высокой прочностью, так как покрыт аналогом эмали — витродентином, образуемым клетками базального слоя эпидермиса. Плакоидная чешуйка имеет полость, заполненную рыхлой соединительной тканью с кровеносными сосудами и нервными окончаниями. У некоторых видов скатов плакоидная чешуя видоизменена и выглядит как крупные бляшки на поверхности тела (например, у морской лисицы, Raja clavata) или колючки (например, у синего хвостокола, Pteroplatytrygon violacea).

### Нервная система
У скатов (как и других хрящевых рыб) хорошо развиты три группы сенсорных органов: органы химической рецепции (параллельные обонянию и вкусу наземных животных), фоторецепции (зрение) и органов акустико-латеральной системы (орган боковой линии, ампулы Лоренцини). В соответствии с этим, головной мозг скатов имеет три выделенных раздела: передний, отвечающий за химическую рецепцию (обонятельная луковица и обонятельная доля), средний, отвечающий за зрение (зрительные бугры), и задний отдел (включающий продолговатый мозг и мозжечок), который обрабатывает сигналы, приходящие от органов акустико-латеральной системы. Степень развития каждого из отделов головного мозга связана с экологической ролью соответствующего сенсорного комплекса для этого вида.
Следует отметить высокую степень автономности спинного мозга у скатов, как и у других водных холоднокровных животных.

### Электрические органы
У некоторых скатов есть органы, вырабатывающие электричество. Они представляют собой парные симметричные структуры, расположенные латерально, состоящие из собранных в столбики электрических пластин. У скатов их вес достигает 25 % массы рыбы, по внешнему виду они напоминают пчелиные соты. Один орган составляют примерно 600 вертикально поставленных шестигранных призм. Каждая призма, представляющая собой своеобразную батарею, в свою очередь, состоит из 40 или менее электрических дисковидных пластинок, разделённых студенистой соединительной тканью. У скатов электрические органы расположены в хвостовой части тела. Морские скаты генерируют разряды с высокой силой тока (40—60 В при силе тока 50—60 А).

## Жизненный цикл

### Размножение
Скаты — раздельнополые животные. Размножаются или откладывая на дно заключённые в капсулу яйца, или яйцеживорождением (малёк вылупляется из яйца в момент его откладки). Плодовитость скатов составляет от одного до нескольких десятков мальков (у рыбы-пилы). От кладки до вылупления яиц проходит 4,5—15 месяцев. У электрических скатов и хвостоколов в матке дополнительно развиваются специальные ворсинки, или трофотении, снабжающие эмбрион питательными веществами.

## Классификация
Классификация надотряда скатов в настоящее время[когда?] подвергается пересмотру, однако молекулярные доказательства опровергают гипотезу о происхождении скатов от акул.
| Отряд           | Фото | Название                           | Семейств | Родов | Видов      | Видов | Видов | Видов | Характеристики |
| Отряд           | Фото | Название                           | Семейств | Родов | Всего      |       |       |       | Характеристики |
| --------------- | ---- | ---------------------------------- | -------- | ----- | ---------- | ----- | ----- | ----- | --- |
| Torpediniformes |      | Электрические скаты                | 2        | 12    | 65         | 2     |       | 9     | У электрических скатов на дисках грудных плавников имеется орган, генерирующий электрический ток. С его помощью они обездвиживают жертву и обороняются. Силы тока достаточно, чтобы оглушить человека. Древние греки и римляне использовали этих рыб для лечения болезней — например, от головной боли. |
| Rajiformes      |      | Скатообразные или ромботелые скаты | 1        | 26    | Больше 200 | 4     | 12    | 26    | К Rajiformes относятся ромбовые скаты. Они отличаются наличием сильно увеличенных грудных плавников, которые выдаются вперёд по обе стороны головы, при уплощённом теле. Они плавают, совершая волнообразные движения грудными плавниками. Глаза и брызгальца расположены на дорсальной поверхности тела, а жаберные щели на вентральной. У них плоские зубы, приспособленные для дробления добычи, в целом эти рыбы являются плотоядными. Большинство видов размножается живорождением, хотя некоторые откладывают яйца, заключённые в защитную капсулу. |
| Pristiformes    |      | Пилорылообразные                   | 4        | ?     | ?          | 3-5   | 2     |       | Многие виды пилорыбообразных являются вымирающими или находятся на грани исчезновения Пилорылообразные скаты похожи на акул, они плавают с помощью хвостового плавника, грудные плавники у них меньше по сравнению с прочими скатами. Грудные плавники соединяются с телом над жаберными плавниками, как и у остальных скатов, из-за чего их голова кажется очень широкой. У них имеется длинное, вытянутое и плоское рыло с выступающими латеральными зубцами. Длина рыла может достигать 1,8 м, а ширина — 30 см. С его помощью пилорылообразные скаты бьют и протыкают небольших рыб, а также роются в грязи в поисках зарывшейся добычи. Пилорылообразные могут заплывать в пресноводные реки и озёра. Некоторые виды достигают 6 м в длину. |
| Myliobatiformes |      | Хвостоколообразные                 | 10       | 29    | 221        | 1     | 16    | 33    | К Myliobatiformes относятся хвостоколы, скаты-бабочки, орляки и манты. Раньше их включали в отряд Rajiformes, однако филогенетические исследования показали, что они представляют собой монофилетическую группу вне какого-либо из ранее выделявшихся отрядов. |

Выделяют следующие современные семейства скатов:
- Отряд Torpediniformes — Электрические скаты, или гнюсообразные
  - Семейство Torpedinidae — Гнюсовые
  - Семейство Narcinidae — Нарциновые
- Отряд Rajiformes — Скатообразные, или ромботелые скаты
  - Семейство Rajidae — Ромбовые скаты
- Отряд Pristiformes — Пилорылообразные
  - Семейство Rhinobatidae — Гитарниковые, или рохлевые скаты
  - Семейство Rhinidae — Рохлевые
  - Семейство Rhynchobatidae — Акулохвостые
  - Семейство Pristidae — Пилорылые скаты
- Отряд Myliobatiformes — Хвостоколообразные
  - Семейство Platyrhinidae — Платириновые, или дисковые скаты
  - Семейство Zanobatidae — Занобатовые
  - Семейство Plesiobatidae — Плезиобатовые
  - Семейство Urolophidae — Короткохвостые хвостоколы
  - Семейство Hexatrygonidae — Шестижаберные скаты
  - Семейство Dasyatididae — Хвостоколовые
  - Семейство Potamotrygonidae — Речные хвостоколы
  - Семейство Gymnuridae — Гимнуровые
  - Семейство Urotrygonidae — Толстохвостые скаты
  - Семейство Myliobatidae — Орляковые скаты

## Различия между акулами и скатами
| Сравнение акул, гитарниковых и скатов | Сравнение акул, гитарниковых и скатов                                                                                         | Сравнение акул, гитарниковых и скатов                            | Сравнение акул, гитарниковых и скатов                                                                        |
| Характеристика                        | Акулы | Гитарниковые                                                     | Скаты |
| ------------------------------------- | --- | ---------------------------------------------------------------- | --- |
| Форма                                 | Веретенообразная, сжатая латерально                                                                                           | Диск, сжатый дорсовентрально (уплощённый)                        | Диск, сжатый дорсовентрально (уплощённый)                                                                    |
| Брызгальца                            | Имеются не у всех видов |                                                                  | Имеются у всех видов. Развиты лучше, чем у акул                                                              |
| Среда обитания                        | как правило, кормятся в пелагиали у поверхности воды, хотя есть донные виды                                                   | существуют как пелагические, так и донные виды                   | обычно кормятся у дна                                                                                        |
| Глаза                                 | Обычно расположены на голове латерально. Глазное яблоко не прирощено к орбите. Мигательная перепонка имеется не у всех видов. | Обычно расположены на голове дорсально                           | Обычно расположены на голове дорсально. Глазное яблоко прирощено к орбите. Мигательная перепонка отсутствует |
| Жаберные щели                         | Расположены латерально |                                                                  | Расположены вентрально                                                                                       |
| Зубы                                  | Как правило, острые и лезвиевидные, однако у некоторых видов имеют вид тёрки                                                  |                                                                  | Шипообразной формы, сильно уплощены и закруглены                                                             |
| Грудные плавники                      | Заметно выражены | Не выражены                                                      | Сильно выражены. Придают скату узнаваемую форму.                                                             |
| Хвост                                 | Крупный хвостовой плавник, который служит для продвижения вперёд                                                              | хвостовой плавник может использоваться для продвижения вперёд    | форма варьируется от толстого хвоста, являющегося продолжением тела, до тонкого «хлыста» сходящего на нет    |
| Анальный плавник                      | Как правило имеется, но у некоторых видов отсутствует                                                                         |                                                                  | Отсутствует                                                                                                  |
| Характер движения                     | плавают, двигая хвостовым плавником из стороны в сторону                                                                      | у рохлевых и пилорылых скатов хвостовой плавник подобен акульему | плавают, взмахивая грудными плавниками как крыльями                                                          |
|                                       | |                                                                  | |

## Комментарии
1. ↑  В некоторых классификациях данной группе присваивают систематический ранг «подотдел» (см. Нельсон, 2009, с. 129) либо «отдел» (см. Nelson, Grande, Wilson, 2016, с. 80)